# دير هند الصغرى
دير هند الصغرى كان يقع في موضع نزه مما يلي خندق القادسية، ويقارب خطة ابن دارم في الكوفة، بنته هند ابنة النعمان بن المنذر، وأقامت فيه حتى ماتت، ودفنت فيه.
وفيه يقول معن بن بن زائدة الشيباني، وكان بيته قريبا من هذا الدير:
توفي مار يشوعاب في قرية قرب الحيرة فقامت الأميرة هِند شقيقة النعمان ومعها جَمع مِن الكهنة والشمامسة والمؤمنين وتَوَجَّهوأ نحو تلك القرية وجلبوا جُثمان الجاثليق مار ايشوعياب إلى الحيرة بالتراتيل، وأجروا مراسيم الدفن اللائقة به ودُفِن هذا الدير.